# Asphondylia gochnatiae
Asphondylia gochnatiae är en tvåvingeart som beskrevs av Maia 2008. Asphondylia gochnatiae ingår i släktet Asphondylia och familjen gallmyggor. Inga underarter finns listade i Catalogue of Life.